# زندگی (مجموعه تلویزیونی ایتالیایی)
زندگی (ایتالیایی: Vivere) یک مجموعهٔ تلویزیونی احساسی ایتالیایی است که از سال ۱۹۹۹ تا ۲۰۰۸ میلادی از کانال ۵ پخش شد. فیلم‌برداری صحنه‌های داخلی تا ژوئیه ۲۰۰۴ در استودیوهای پروفیت میلان انجام می‌شد و پس از آن به استودیوهای تلویزیونی تله‌چیتا در سان جیوستو کاناوزه، در کنار استودیوهای چنتوونترینه منتقل شدند. تصاویر خارجی در کومو و استان آن، به‌ویژه در کرنوبیو ضبط شدند.

## بازیگران

### اصلی
- استفانو آباتی
- ادواردو کوستا
- جانی گارکو
- ورونیکا لوگان
- آناماریا مالیپیرو
- آلساندرو پرتسیوزی
- ماریلا والنتینی
- پاتریچا وتسولی

### فرعی و میهمان
- جراردو آماتو
- ائوریدیچه آکسن
- کبیر بدی
- سیمونا بوریونی
- آنالیزا اینساردا
- ماسیمیلیانو آماتو
- فرانچسکا کاوالین